# Academische Kroniek
De Academische Kroniek of Academische Kroniek van Moskou (Russisch: Московско-Академическая летопись Moskovskaya akademicheskaya letopis'), ook wel "Soezdal'kroniek" genoemd (Russisch: Суздальская летопись Suzdal'skaya Letopis'), is een laat-15e-eeuwse verzameling van Oudoostslavische kronieken. De codex werd waarschijnlijk samengesteld in Rostov Veliki op basis van de Primaire Kroniek, de Radziwiłłkroniek (gebeurtenissen tot en met 1206), de Sofia Eerste Kroniek (gebeurtenissen 1205–1238) en de Rostov-collectie (gebeurtenissen 1238–1418). De Academische Kroniek werd in haar geheel gepubliceerd in de Volledige Verzameling van Roes' Kronieken (PSRL) in 1927. Het enige overgeleverde origineel werd een tijd bewaard in de Theologische Academie van Moskou (waardoor het de naam Academische Kroniek (van Moskou) kreeg). Tegenwoordig wordt de codex bewaard in de Russische Staatsbibliotheek (objectcode Ф.173/I №236). De kroniek is een belangrijke bron voor het Kievse Rijk en de middeleeuwse geschiedenis van Rusland, Oekraïne en Belarus. Zij wordt in de 21e eeuw aandachtig bestudeerd als voorbeeld van vroeg-Russische literatuur.
Inhoud:
- Primaire Kroniek (circa 850 – jaren 1110)
- Radziwiłłkroniek (jaren 1110 – 1206)
- Sofia Eerste Kroniek (alleen de jaren 1206 – 1237)
- Rostov-collectie (1238 – 1418)